# Kułan perski
Uzasadnienie: dyskusja
Kułan perski, onager perski (Equus hemionus onager) – podgatunek kułana azjatyckiego, zwierzę z rodziny koniowatych (Equidae), zaliczane do grupy półosłów. Żyją w niewielkich stadach na stepach południowo-zachodniej Azji.
Odmiana syryjska ma około 1 m wysokości w kłębie. Umaszczenie płowożółte, z pręgą na grzbiecie. Rzadko występują na półpustynnych obszarach południowego Turkmenistanu, Iranu, Afganistanu i Syrii.